# Bastrop (Texas)
Bastrop város az USA Texas államában. Lakosainak száma 9688 fő (2020. április 1.).

## Népesség
A település népességének változása:
| Lakosok száma | 5340 | 7218 | 9688 |
|               | 2000 | 2010 | 2020 |

## Érdekességek
- Itt található a X Corp. székhelye.